# 1705년 잉글랜드 총선
선거전은 치열했고, 몇몇 지역구에선 무력 충돌까지 일어났다. 로버트 할리가 이끄는 토리당 온건파로 인해, 토리당의 인기가 떨어지며 의석수가 감소하였고, 휘그당은 내각을 더 많이 점유하게 된다.

## 선거 결과
| 정당   | 의석 수 |
| ------ | ------- |
| 토리당 | 260석   |
| 휘그당 | 233석   |
| 기타   | 20석    |
| 합계   | 513석   |